# Agathis lanceolata
Agathis lanceolata ist eine Pflanzenart aus der Familie der Araukariengewächse (Araucariaceae). Sie kommt endemisch auf der Inselgruppe Neukaledonien vor.

## Beschreibung

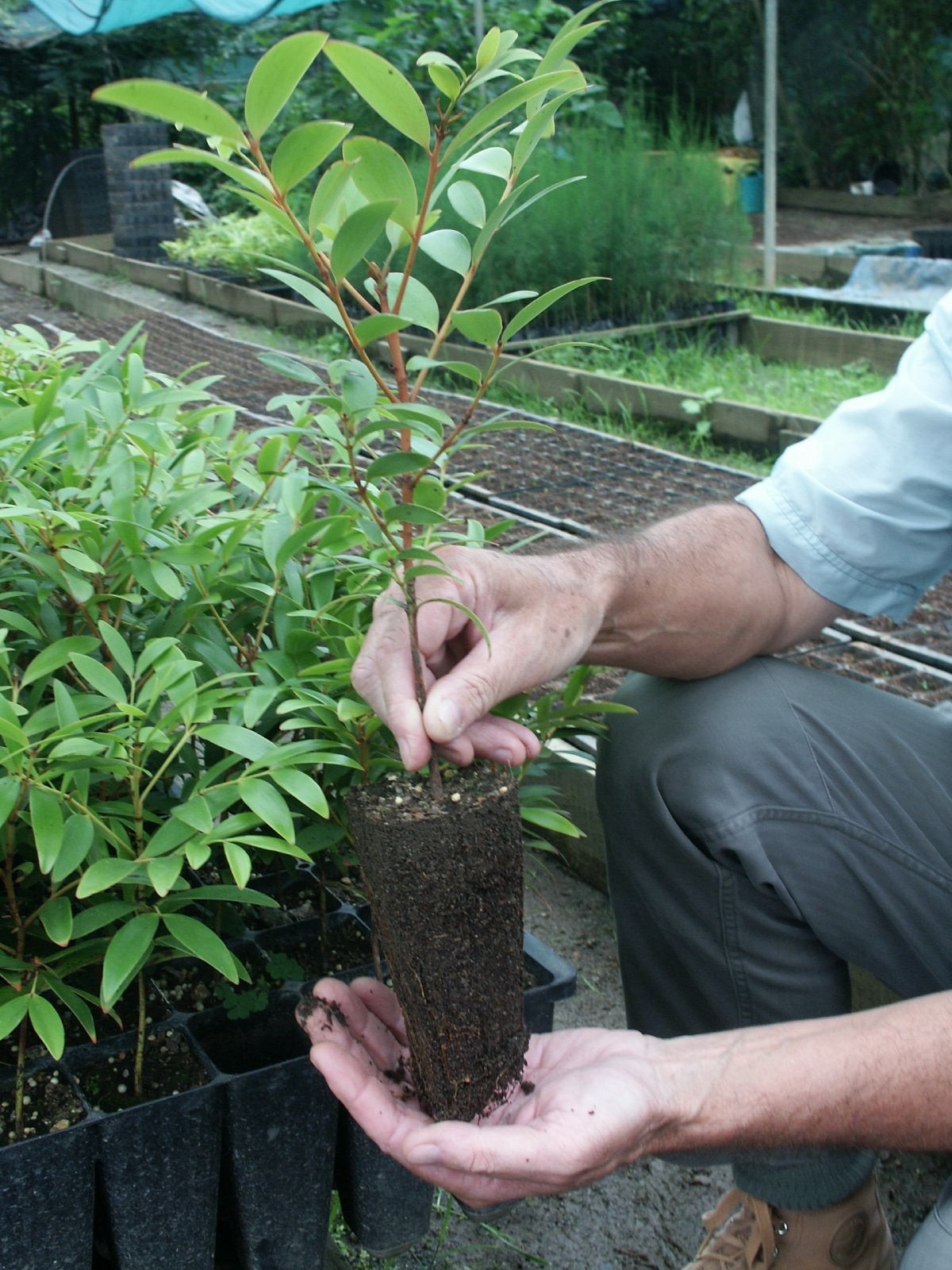
Setzling von Agathis lanceolata

Agathis lanceolata wächst als immergrüner Baum, der Wuchshöhen von bis zu 40 Metern erreichen kann. Die unregelmäßig geformte Krone wird von dicht stehenden, aufsteigenden Ästen gebildet. Der Stamm kann bis in eine Höhe von 15 Meter über den Boden unbeastet sein. Die Zweige stehen in Viererwirteln. Die feinschuppige Stammborke ist rotbraun gefärbt.
Die kugeligen Knospen werden 4 bis 8 Millimeter dick und bestehen aus zahlreichen Schuppen. Junge Blätter stehen an einem kurzen Blattstiel und sind bei einer Länge von rund 9 Zentimetern und einer Breite von etwa 3,5 Zentimetern spitz zulaufend geformt. Ältere Blätter sind bei einer Länge von 6 bis 8 Zentimetern und einer Breite von 1,6 bis 2 Zentimetern lanzettlich bis elliptisch geformt. Die Blattränder sind zurückgebogen, und das Blattende ist spitz zulaufend. Die Blattoberseite ist dunkelgrün und die Blattunterseite nicht blaugrün gefärbt.
Die männlichen Blütenzapfen stehen in gegenständig angeordneten Paaren in den Blattachsen. Sie haben einen 0,2 bis 0,4 Zentimeter langen Stiel und sind bei einer Länge von 1,3 bis 2,3 Zentimetern und einer Dicke von 0,7 bis 1 Zentimetern zylindrisch geformt. Die elliptischen bis kugeligen weiblichen Zapfen werden etwa 12 Zentimeter lang und rund 10 Zentimeter dick. Sie bestehen aus breit-rundlich geformten Zapfenschuppen. Die eiförmigen Samenkörner werden 1,2 bis 1,5 Zentimeter lang sowie etwa 0,7 Zentimeter breit. Sie haben zwei rund 2 Zentimeter lange und circa 1,3 Zentimeter breite Flügel.

## Verbreitung und Standort
Das natürliche Verbreitungsgebiet von Agathis lanceolata liegt auf der Inselgruppe Neukaledonien. Das Hauptverbreitungsgebiet befindet sich in der Südprovinz der Hauptinsel Grande Terre. Weitere Vorkommen gibt es in dem zur Nordprovinz gehörenden Massif de Boulinda, Massif Mé Maoya und Col Maré.
Die Art gedeiht in Höhenlagen von 200 bis 1100 Metern. Sie wächst in dichten Regenwäldern auf Böden, die sich auf Ultramafitit entwickelt haben.
Agathis lanceolata wird in der Roten Liste der IUCN als „gefährdet“ eingestuft. Als Hauptgefährdungsgründe werden die Übernutzung sowie die Zerstückelung der Bestände durch Waldbrände und Rodungen genannt. Obwohl es mittlerweile Anpflanzungen gibt, kommt es immer wieder zur illegalen Abholzung der Art. Der Gesamtbestand gilt als rückläufig und wird auf weniger als 10000 ausgewachsene Bäume geschätzt. Keiner der vorhandenen Bestände umfasst mehr als 1000 Einzelbäume.

## Systematik
Agathis lanceolata wird innerhalb der Gattung der Kauri-Bäume (Agathis) der Sektion Agathis zugeordnet.
Die Erstbeschreibung als Dammara lanceolata erfolgte 1862 durch Eugène Vieillard in Notes Bois Nouv. Caledonie, Seite 169. Otto Warburg überführte die Art im Jahr 1900 als Agathis lanceolata in Monsunia, Beiträge zur Kenntniss der Vegetation des Süd- und Ostasiatischen Monsungebietes, Band 1, Seite 186 in die Gattung Agathis. Synonyme für Agathis lanceolata Warb. sind Dammara ovata C.Moore ex Seem. und Salisburyodendron lanceolata A.V.Bobrov & Melikyan.